# كونور نيلاند
كونور نيلاند (بالإنجليزية: Conor Niland)‏ مواليد 19 سبتمبر 1981 في برمنغهام، هو لاعب كرة مضرب أيرلندي سابق بدأ مسيرته كمحترف سنة 2005 وكان يلعب باليد اليمنى، اعتزل اللعب في 2012. أعلى تصنيف له في الفردي كان المركز الـ 129 في سنة 2010. أعلى تصنيف له في الزوجي كان 770.

## الخط الزمني للفردي
مفتاح
| ف | ن | ن.ن | ر.ن | د# | د.م | ل | أ.أ | ت | غ | ب | ف | ذ | م.خ | ل.ت |

(ف) فاز بالبطولة (ن) وصل النهائي (ن.ن) نصف النهائي (ر.ن) ربع النهائي (د#) الأدوار الأربعة الأولى (د.م) دور المجموعات (ل) شارك في كأس ديفيز (أ.أ) خرج من الأدوار الاولى (ت) خسر التصفيات التأهيلية (غ) غاب عن الحدث أو البطولة (ب) حصل على ميدالية برونزية (ف) حصل على ميدالية فضية (ذ) حصل على ميدالية ذهبية (م.خ) بطولة الماسترز خُفضت إلى مرتبة أقل (ل.ت) البطولة لم تعقد في السنة المعينة.
لتجنب الارتباك وازدواجية الحساب، يتم تحديث هذه المعلومات إما في نهاية البطولة، أو عندما تكون مشاركة اللاعب في البطولة قد انتهت.
| الدورة            | 2008 | 2009 | 2010 | 2011 | 2012 |
| ----------------- | ---- | ---- | ---- | ---- | ---- |
| أستراليا المفتوحة | ت1   | ت1   | ت3   | ت2   | ت1   |
| فرنسا المفتوحة    | غ    | غ    | ت2   | ت1   |      |
| بطولة ويمبلدون    | ت1   | ت1   | ت1   | د1   |      |
| أمريكا المفتوحة   | غ    | ت2   | ت2   | د1   |      |

## روابط خارجية
- كونور نيلاند على موقع رابطة محترفي التنس (الإنجليزية)
- كونور نيلاند على موقع الاتحاد الدولي لكرة المضرب (الإنجليزية)
- كونور نيلاند على موقع كأس ديفيز (الإنجليزية)
- كونور نيلاند على موقع بطولة ويمبلدون (الإنجليزية)
- كونور نيلاند على موقع خلاصة التنس.كوم (الإنجليزية)
- كونور نيلاند على موقع إي إس بي إن.كوم (الإنجليزية)